# Рейк'янес

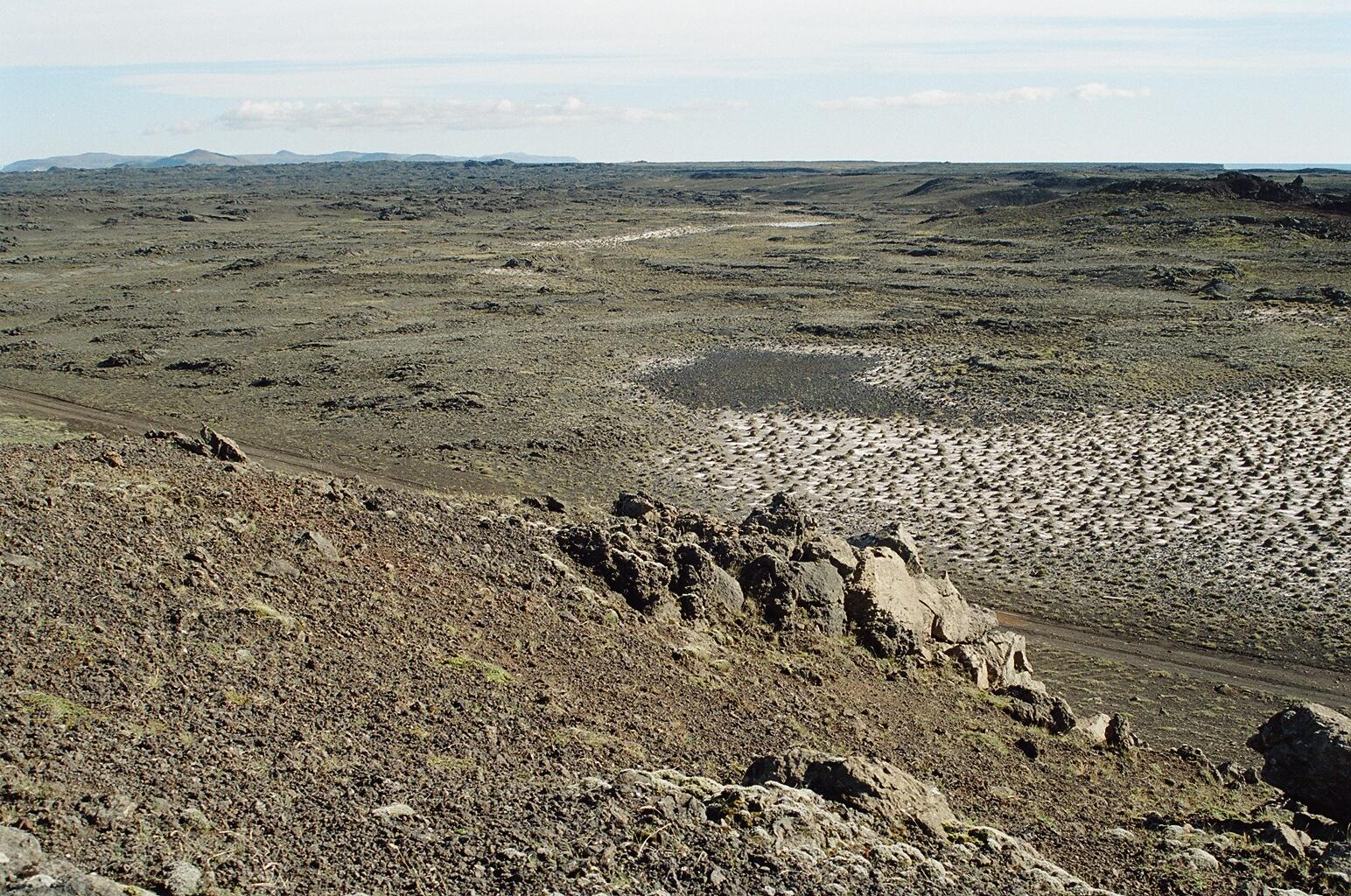
Лава та кристали солі на Рейк'янесі

Рейк'янес (ісл. Reykjanes; 63°49′12″ пн. ш. 22°41′24″ зх. д. / 63.82000° пн. ш. 22.69000° зх. д.) ― невеликий мис у південно-західній частині півострова Рейк'янес в Ісландії, завдяки якому півострів власне і отримав свою назву. Розташований приблизно у 9 км від міжнародного аеропорту Кеплавік.
Оскільки назва цього миса означає «Димний мис» і пов'язана із вулканічною активністю регіону, в Ісландії існують й інші географічні об'єкти за цією ж назвою, наприклад півострів Рейк'янес в Іса-фйорді.

## Опис
Територія мису випалена вогнем, він має низку гір та пагорбів, а також скелясті пляжі та каньйони, що омиваються морем. Найбільшою височиною мису є гора Скаулафедль (ісл. Skálafell) та пагорб Валагнук (ісл. Valahnúk).
На зовнішній стороні миса розташовані печери, які пробило море у шарі лави, і верхівки яких з часом обвалилися.
На південь та схід від Валагнука протікає річка під назвою Вальборгарґ'яу (ісл. Valborgargjá). Далі від узбережжя річки знаходиться кам'янистий пляж Валагнукамель (ісл. Valahnúkamöl), каміння на якому ― це лава і бруд.

## Маяк Рейк'янесвіті

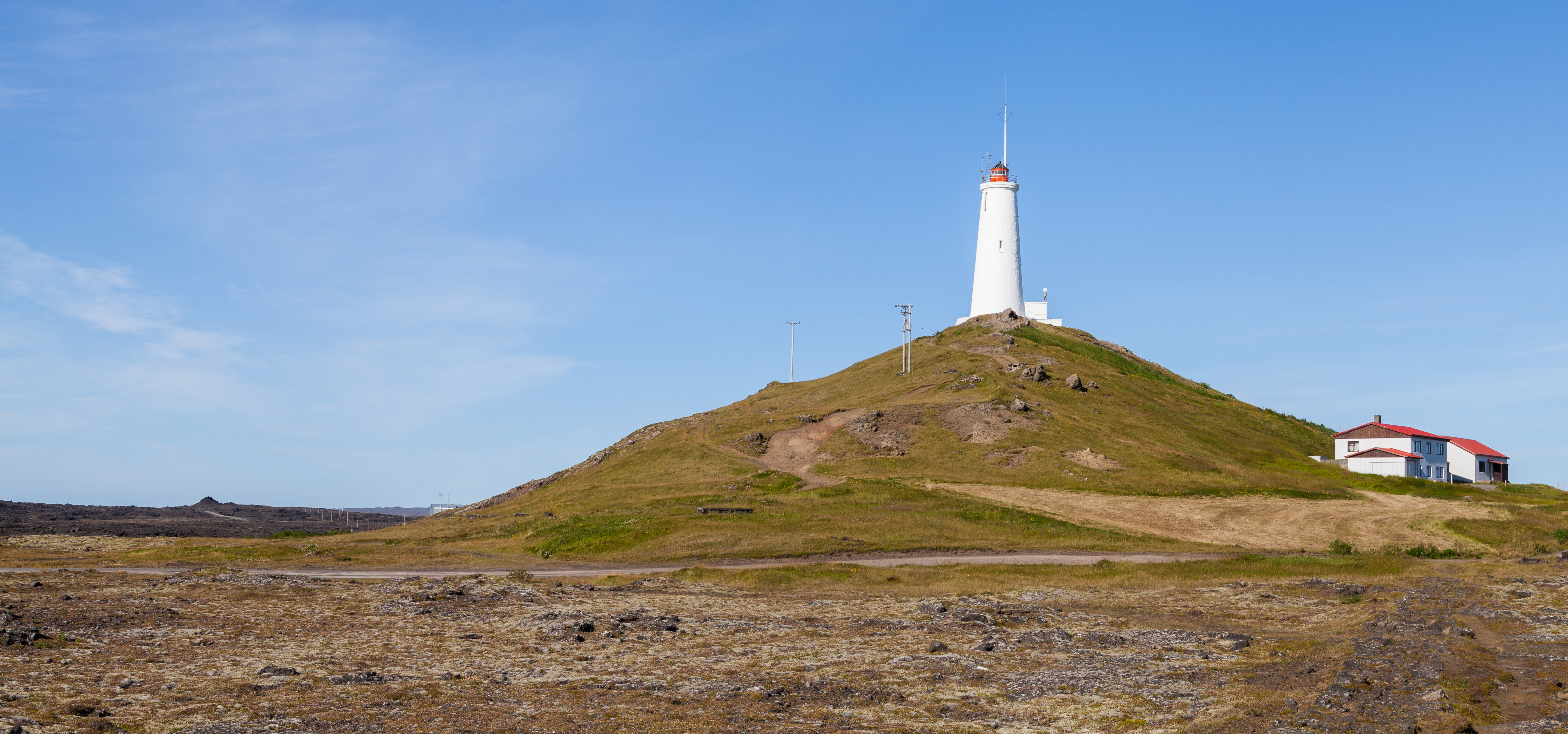
Маяк Рейк'янесвіті

У 1878 році на мисі Рейк'янес було споруджено перший маяк країни, який розташовувався на пагорбі Валагнук. У 1896 році землетруси пошкодили фундамент маяка, через що виникла необхідність спорудження нового. Новий маяк постав на пагорбі Байярфедль у 400 м від Валагнука. Невдовзі поблизу нього була споруджено іще один менший за розміром маяк. Від Рейк'янеса до самої Антарктиди простирається відкрите море.

## Рейк'янесрест
Перед Рейк'янесом пролягає складний судохідний маршрут, який є найбільш жвавим по всьому узбережжі країни. Між Рейк'янесом та островом Елдей є протока під назвою Гутлід (ісл. Húllið); у ній знаходиться ділянка під назвою Рейк'янесрест (ісл. Reykjanesröst), що характеризується сильною течією, яка може стати дуже різкою у певних напрямках та в залежності від припливу.
Рейк'янес та його судохідний маршрут протягом довгого часу були небезпечні для моряків. Одна із найбільших трощ в цій місцевості відбулася 28 лютого 1950 року, коли під час штору нафтоперевізне судно «Clam» сіло на мілину на південь від Валагнука. Ця подія лягла в основу роману «Берег» (ісл. Strandið) за авторством Ганнеса Сіґфуссона, який на момент цих подій був помічником наглядача маяка в Рейк'янесвіті.
У березні 1955 році на мілину на схід від невеликого маяка в Рейк'янесі на мілину сів буксир «Jón Baldvinsson», який на повній швидкості врізався в кам'яну яму під обривом 40 метрів заввишки. Весь екіпаж буксира, тобто 42 особи, були врятовані рятувальною командою, що стало найбільшою рятувальною операцією із ісландського судна, що сіло на мілину.

## Галерея

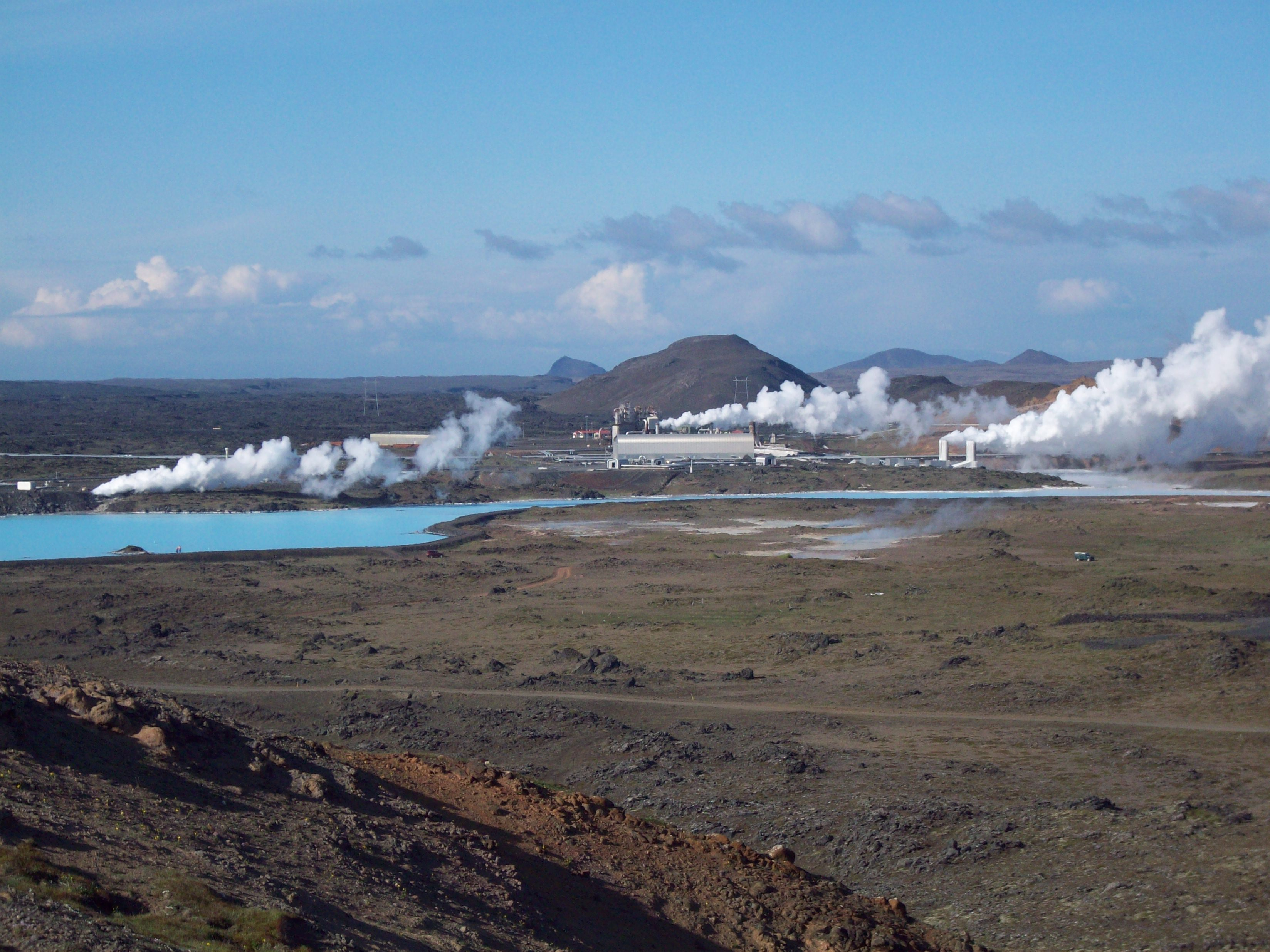
Електростанція Свартсенгі на мисі Рейк'янес